# سیتی میل
سیتی میل (انگلیسی: CityMail) شرکت لجستیک سوئدی است، که در سال ۱۹۹۱ تأسیس شد.